# Masaru Nagai
Masaru Nagai (jap. 永井 大 Nagai Masaru; ur. 20 maja 1978 roku w Itoigawie) – japoński aktor filmowy i telewizyjny, najbardziej znany z podwójnej roli w serialu Mirai Sentai Timeranger, w którym wcielił się w postać Tatsuyi Asamiego, a także jego potomka z przyszłości, Ryūyi. W 2020 roku wystąpił jako Master Black w serialu Kishiryu Sentai Ryusoulger.

## Życie prywatne
Od 20 grudnia 2014 roku jest mężem aktorki Noriko Nakagoshi.
Ma 185 cm wzrostu.